# Mudan (rivière)
Pour les articles homonymes, voir Mudan.
 (janvier 2016).
Si vous disposez d'ouvrages ou d'articles de référence ou si vous connaissez des sites web de qualité traitant du thème abordé ici, merci de compléter l'article en donnant les références utiles à sa vérifiabilité et en les liant à la section « Notes et références ».
La Mudan (chinois : 牡丹江 ; pinyin : mǔdān jiāng ; litt. « Rivière Pivoine » ; mandchou:  Mudan bira) est une rivière du nord-est de la Chine, longue de 726 km qui coule dans les provinces du Jilin et du Heilongjiang et un affluent du Songhua, donc un sous-affluent de l'Amour.

## Géographie
La rivière traverse le lac Jingpo puis continue au nord, passe par la chute Diaoshuilou (吊水楼瀑布), traverse la ville-district de Ning'an (宁安县), la ville de Mudanjiang avant de se jeter dans la rivière Songhua au niveau d'Yilan (依兰县).

## Galerie

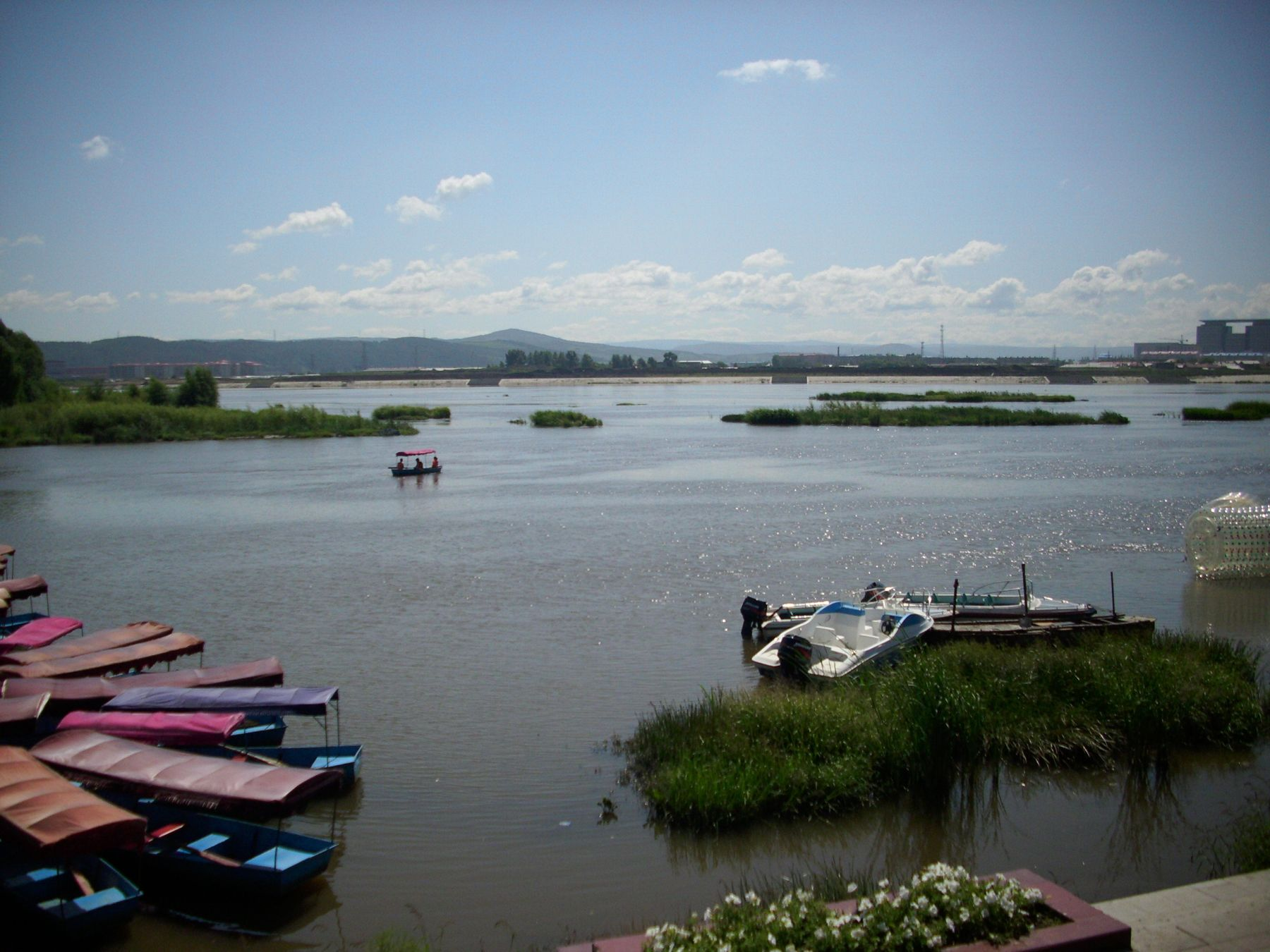
Vue panoramique sur la rivière Mudan
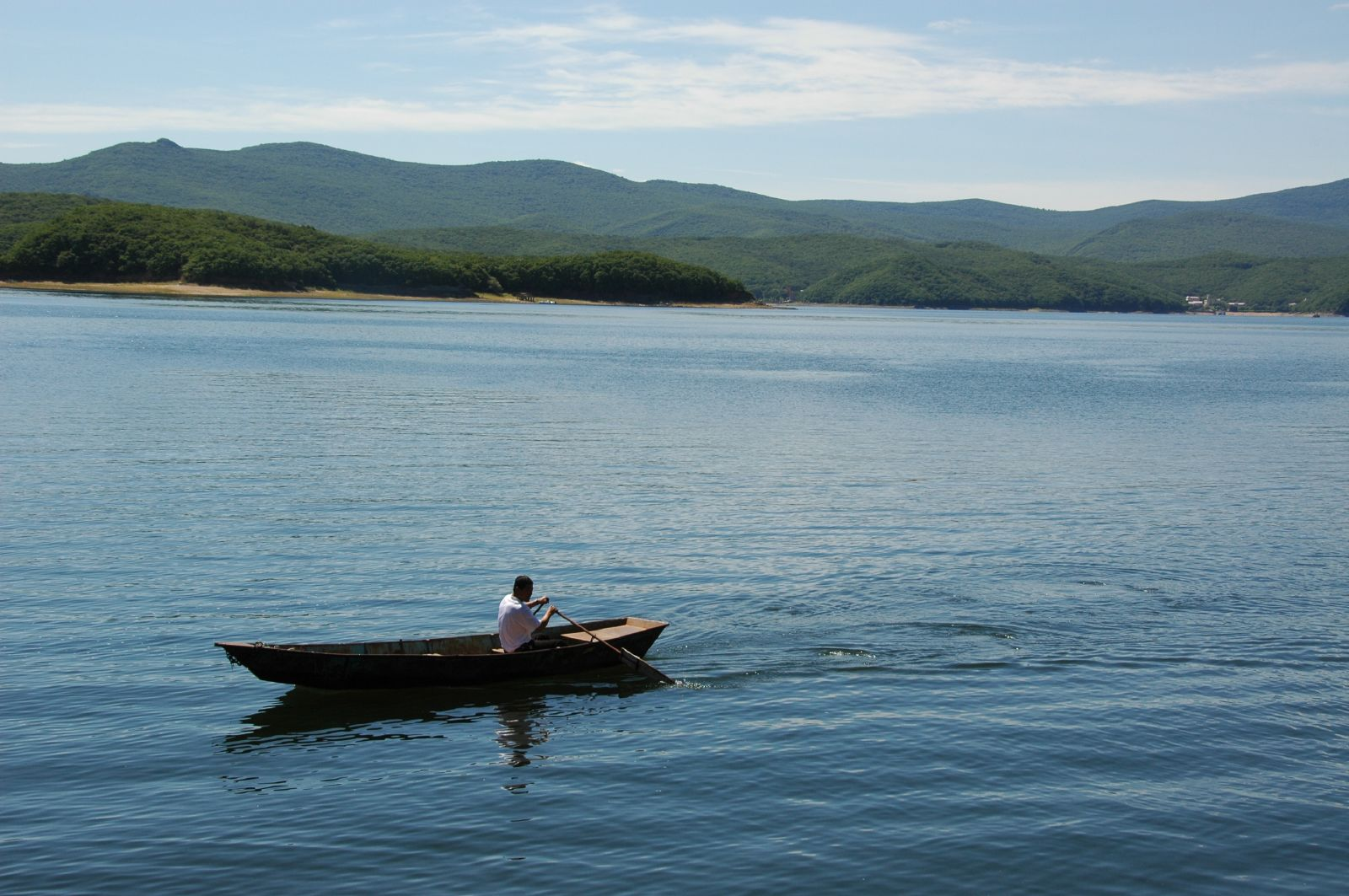
Lac Jingpo
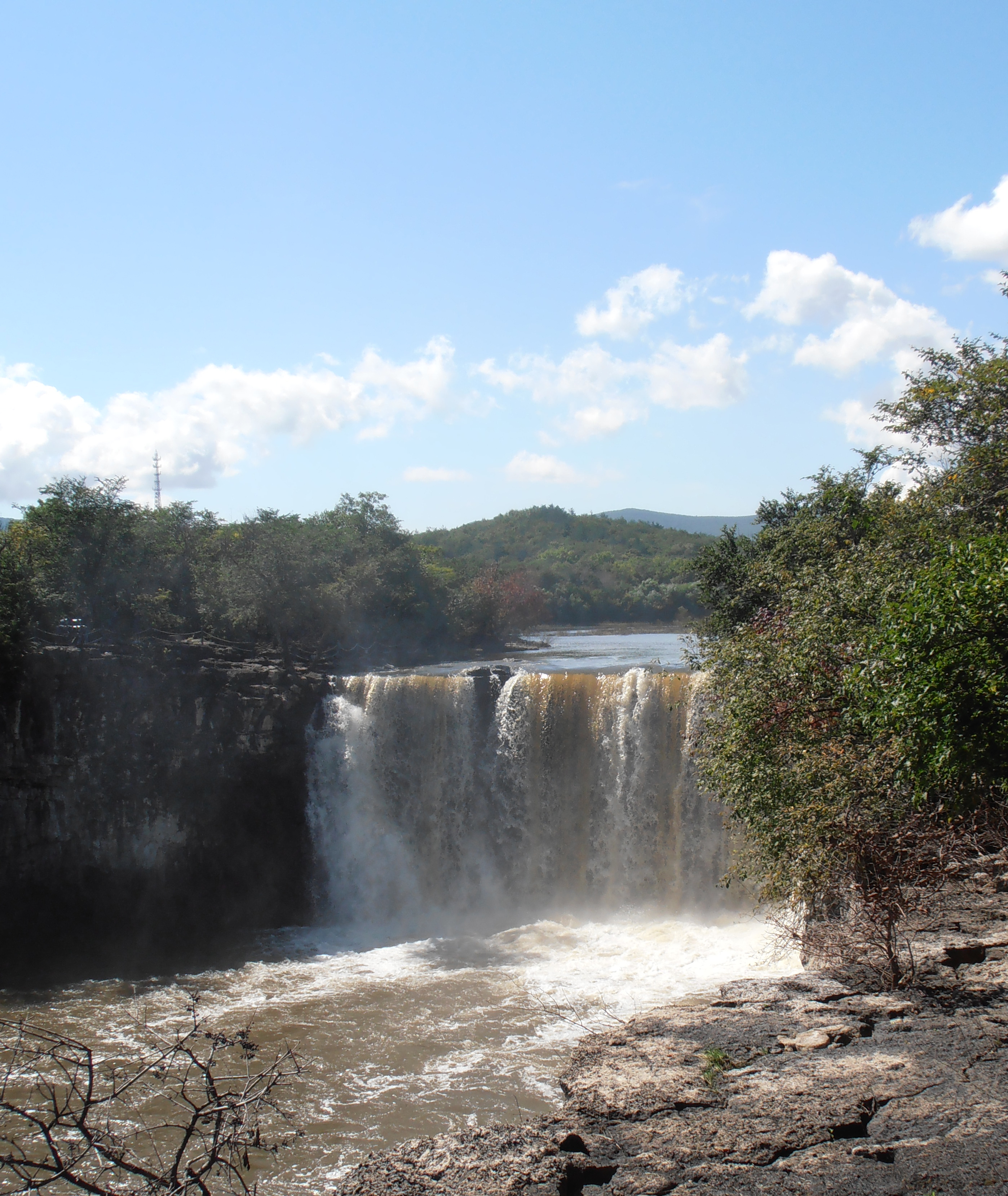
Chute Diaoshuilou